# Kaos (Fernsehserie)
Kaos (stilisiert als KAOS) ist eine britische mythologische schwarze Comedy-Fernsehserie, die von Charlie Covell für Netflix geschaffen wurde. Sie dreht sich um Menschen, die ihre Verbindungen zueinander und zu einer alten Prophezeiung entdecken, während sie sich mit korrupten und arroganten Göttern der griechischen Mythologie auseinandersetzen. Die Serie wurde am 29. August 2024 auf Netflix veröffentlicht.
Im Oktober 2024 wurde bekanntgegeben, dass die Serie nicht für eine zweite Staffel verlängert werde.

## Handlung
Kaos ist eine Fernsehserie, die die griechische Mythologie in einer modernen und düsteren Neuinterpretation erzählt. Die Serie zeigt die Themen Macht, Liebe und die dysfunktionalen Beziehungen zwischen Göttern und Menschen. Im Mittelpunkt stehen Götter wie Zeus, Hades und andere Figuren der klassischen Mythologie, die in dieser Version jedoch völlig neue Facetten zeigen.
Jeff Goldblum spielt Zeus, den allmächtigen, aber neurotischen König der Götter, der um seine Macht und Kontrolle fürchtet, während er sich mit seiner dysfunktionalen Familie und drohenden Prophezeiungen auseinandersetzt. Die Serie beleuchtet auf satirische Weise, wie diese unsterblichen Wesen mit ihren eigenen Unsicherheiten, Launen und Herausforderungen zu kämpfen haben.

## Besetzung und Synchronisation
Die deutschsprachige Synchronisation entstand nach den Dialogbuch von Valentin Stilu (Folge 1 bis 4) und Nathan Bechhofer (Folge 5 bis 8) sowie unter der Dialogregie von Ulrike Heiland durch die Synchronfirma Iyuno Germany GmbH.
| Rolle            | Schauspieler     | Synchronsprecher  |
| ---------------- | ---------------- | ----------------- |
| Zeus             | Jeff Goldblum    | Thomas Nero Wolff |
| Hera             | Janet McTeer     | Daniela Schneider |
| Prometheus       | Stephen Dillane  | Oliver Siebeck    |
| Riddy (Eurydice) | Aurora Perrineau | Marieke Oeffinger |
| Dionysus         | Nabhaan Rizwan   | Julius Jellinek   |
| Orpheus          | Killian Scott    | Max Felder        |

## Episodenliste
| Nr. (ges.) | Nr. (St.) | Deutscher Titel | Originaltitel | Regie               | Drehbuch         |
| ---------- | --------- | --------------- | ------------- | ------------------- | ---------------- |
| 1          | 1         | Folge 1         | Episode 1     | Georgi Banks Davies | Charlie Covell   |
| 2          | 2         | Folge 2         | Episode 2     | Georgi Banks Davies | Charlie Covell   |
| 3          | 3         | Folge 3         | Episode 3     | Georgi Banks Davies | Charlie Covell   |
| 4          | 4         | Folge 4         | Episode 4     | Runyararo Mapfumo   | Charlie Covell   |
| 5          | 5         | Folge 5         | Episode 5     | Georgi Banks Davies | Charlie Covell   |
| 6          | 6         | Folge 6         | Episode 6     | Runyararo Mapfumo   | Georgia Christou |
| 7          | 7         | Folge 7         | Episode 7     | Runyararo Mapfumo   | Charlie Covell   |
| 8          | 8         | Folge 8         | Episode 8     | Georgi Banks Davies | Charlie Covell   |

## Kritiken
Die erste Staffel von KAOS hält derzeit auf der Website Rotten Tomatoes eine Bewertung von 76 Prozent, basierend auf 51 englischsprachigen Kritiken und einer Durchschnittswertung von 6,90 von 10 Punkten.
Laut Variety entschied sich Netflix im Oktober 2024 aufgrund schlechter Zuschauerquoten gegen eine Verlängerung um eine zweite Staffel.